# Коростельова Наталія Сергіївна
Наталія Сергіївна Коростельова (рос. Наталья Сергеевна Коростелева, при народженні Морилова, 4 жовтня 1981) — російська лижниця, призер Олімпійських ігор. 
Наталія Коростельова змагається на міжнародному рівні з 2002 року. Найбільшими її успіхами стали бронзова медаль Олімпіади у Ванкувері в командному спринті, здобута разом із Іриною Хазовою, та бронзова медаль чемпіонату світу 2003 року в естафеті. 
Брат Наталії, Микола Морилов теж бронзовий призер Олімпіади. Обидві бронзові медалі були здобуті в один день.